# Philippe Willequet
Philippe Willequet is een Belgische politicus. Hij is burgemeester van Kluisbergen.

## Biografie
Willequet behaalde op school een A2 landbouw aan de landbouwschool van Oudenaarde. Zijn ouders handelden in landbouwproducten en Philippe Willequet en zijn broer Koen namen in 1988 het bedrijf van hun ouders over. Ze bouwden het bedrijf uit en legden zich toe op het produceren van diepgevroren aardappelproducten. Door milieuproblemen met de omgeving moest het bedrijf in 2002 herlokaliseren en het verhuisde naar Nazareth. In 2011 verkochten ze Willequet Quality Potato Products aan de firma Agristo.
Daarnaast was Willequet actief in de gemeentepolitiek in Kluisbergen. Hij was er drie jaar OCMW-raadslid en zes jaar schepen. In 1989 werd hij burgemeester. Ook na de verkiezingen van 1994, 2000, 2006, 2012 en 2018 bleef hij burgemeester bij de partij Gemeentebelangen.
Willequet verloor in 2007 zijn echtgenote. Ze was 55 jaar en overleed na een lange ziekte.